# NGC 503
NGC 503 је елиптична галаксија у сазвежђу Рибе која се налази на NGC листи објеката дубоког неба.
Деклинација објекта је + 33° 19' 56" а ректасцензија 1h 23m 28,4s. Привидна величина (магнитуда) објекта NGC 503 износи 14,1 а фотографска магнитуда 15,1. NGC 503 је још познат и под ознакама MCG 5-4-40, CGCG 502-65, NPM1G +33.0045, PGC 5086.